# Wanda Vázquez Garced
Wanda Vázquez Garced (Santurce, 9 luglio 1960) è una politica portoricana, governatrice di Porto Rico dal 7 agosto 2019 al 2 gennaio 2021. È la seconda governatrice femminile nella storia di Puerto Rico dopo Sila María Calderón, governatrice dal 2001 al 2005.

## Biografia
Vázquez Garced è nata a Santurce, San Juan, ed è cresciuta a Guaynabo. I suoi genitori lavoravano in una fabbrica, il padre come guardia di sicurezza. Alla morte della madre, il padre si è risposato. Ha un fratello minore e una sorella maggiore.  Ha iniziato i suoi studi primari presso le scuole Ramón Marín e Margarita Janer a Guaynabo, Puerto Rico. Si è subito interessata alla legge in tenera età, in un'intervista ha detto che era solita guardare programmi televisivi come "Hawaii Five-O" con suo padre, il che l'ha portata a rendersi conto che voleva seguire una carriera lungo quella linea.  Vázquez ha studiato all'Università Interamericana di Puerto Rico, laureandosi in giurisprudenza.

## Arresto
Il 4 agosto 2022, Vázquez Garced è stata arrestata nella sua residenza dall'FBI. Vázquez è accusata di aver accettato una donazione per la sua campagna dal banchiere venezuelano Julio Herrera Velutini, proprietario della Banca Internazionale Bancredito, in cambio della sostituzione del commissario dell'Agenzia di regolamentazione delle istituzioni finanziarie, che ha controllato la banca per irregolarità nella sua attività. Vázquez è stata rilasciata dopo aver pagato una cauzione di 50.000 dollari.

## Primarie del 2020
Il 12 marzo 2020, Vázquez ha dichiarato lo stato di emergenza per Porto Rico e ha attivato la Guardia Nazionale portoricana a seguito della pandemia di COVID-19 a Porto Rico.
Il 16 agosto 2020, Vázquez ha perso la corsa alle primarie del governatore contro Pedro Pierluisi. Con il 75,6% dei seggi elettorali, Pierluisi ha ottenuto circa il 57,9% dei voti contro il 42,1% di Vazquez, aggiudicandosi la nomination per il Nuovo Partito Progressista. Pierluisi ha rivendicato la vittoria dopo che Vázquez ha riconosciuto il suo vantaggio e ha detto di rispettare la volontà degli elettori.
Il 6 ottobre 2020, Vásquez ha appoggiato Donald Trump per le elezioni presidenziali degli Stati Uniti del 2020.

## Vita privata
Sposata con Jorge Díaz Reverón, i due hanno due figli.